# Гончаренко Ігор Андрійович
І́гор Андрі́йович Гончаре́нко (нар. 5 березня 1994 — 1 листопада 2018) — старший солдат Збройних сил України, учасник російсько-української війни.

## Життєпис
Народився 1994 року у селі Станишівка (Житомирський район, Житомирська область). Закінчив Житомирське ПТУ № 1 — за фахом будівельника; проходив строкову службу у частині НГУ в Одесі.
З весни 2016 року служив за контрактом у 20-му окремому батальйоні радіоелектронної боротьби (в/ч А1262). Відряджений в зону бойових дій до 72-ї бригади; старший солдат, стрілець-помічник гранатометника 8-ї механізованої роти.
1 листопада 2018 року увечері зазнав смертельного поранення в ході бойових дій поблизу смт Зайцеве — внаслідок обстрілу опорного пункту з великокаліберних кулеметів та стрілецької зброї.
4 листопада 2018-го похований у Станишівці.
Без Ігоря лишилися мама, вітчим та двоє братів.

## Нагороди та вшанування
- указом Президента України № 26/2019 від 31 січня 2019 року «за особисту мужність і самовіддані дії, виявлені у захисті державного суверенітету та територіальної цілісності України, зразкового виконання військового обов'язку» — нагороджений орденом «За мужність» III ступеня (посмертно)[1]
- Нагрудний знак «Учасник АТО»
- відзнака Житомирської районної ради «Честь і слава Житомирського району» (7.2.2019, посмертно).